# Kikimora (musique)
Pour les articles homonymes, voir Kikimora.

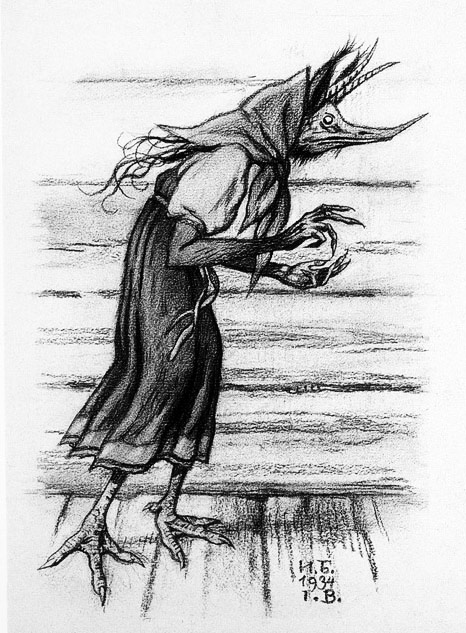
Kikimora illustration d'Ivan Bilibine, 1934

Kikimora est une pièce symphonique d'Anatoli Liadov écrite en 1909 et sous-titrée « légende pour orchestre » (Op. 63) par le compositeur. L'œuvre est dédiée à Nicolas Tcherepnine.

## Argument
Kikimora est une figure familière de la mythologie slave. Petite sorcière noire, elle grandit auprès d'un magicien dans les montagnes rocheuses. De l'aube au coucher du soleil, le chat du magicien enchante Kikimora dans son berceau de cristal avec des contes fantastiques des temps anciens et des endroits lointains. Au bout de sept ans, elle a atteint sa pleine maturité, mais sa tête n'est alors pas plus grande qu'un dé à coudre et son corps est plus léger qu'un brin de paille. Kikimora file le lin du crépuscule à l'aube, avec des intentions mauvaises pour le monde.

## Création
La première eut lieu le 12 décembre 1909 dans la Salle de la Noblesse à Saint-Pétersbourg (en russe : зал Дворянского собрания), par l'orchestre de l'Opéra impérial russe sous la direction d'Alexandre Ziloti.

## Musique
Anatoli Liadov n'était pas le compositeur des grandes formes. Folkloriste par obligation comme beaucoup de ses confrères, il était aussi un grand rêveur :
« Donnez-moi un conte, donnez-moi un dragon, une nymphe, un esprit de la forêt, donnez-moi tout ce qui n'existe pas en réalité, et alors seulement je serai heureux ».
On comprend ainsi que le petit personnage maléfique de Kikimora ait pu lui inspirer ce portrait symphonique miniature. Les coloris et la vivacité rythmique n'ont pas manqué d'attirer des chorégraphes comme Léonide Massine qui a chorégraphié les deux pièces Kikimora et Baba-Yaga en 1916 dans des décors de Larionov pour les Ballets russes de Serge de Diaghilev.
La pièce débute par une introduction lente, calme, comme l'entrée en matière d'un conte avec son « il était une fois ». Un solo de cor anglais (les contes du chat) suivi par le tintement du célesta (le berceau de cristal) prépare le réveil du petit personnage bestial. Dans la partie rapide qui s'ensuit (presto), les sortilèges de l'orchestration traduisent par de superbes solos des vents et les interventions du xylophone les fracas et les coups de poing diurnes et les crissements et les sifflements nocturnes, pendant que tourne le mystérieux et menaçant rouet.
On ne peut s'empêcher d'entendre un peu Dukas dans cette musique inquiétante et répétitive. La durée de la pièce est d'approximativement 8 minutes.

## Orchestration
Kikimora est écrit pour orchestre symphonique avec piccolo, 2 flûtes, 2 hautbois, cor anglais, 2 clarinettes, clarinette basse, 2 bassons, 4 cors, 2 trompettes, timbales, xylophone, célesta, cordes.
| Instrumentation de Kikimora                                                                  |
| Cordes                                                                                       |
| premiers violons, seconds violons, altos, violoncelles, contrebasses                         |
| Bois                                                                                         |
| 1 piccolo, 2 flûtes, 2 hautbois, 1 cor anglais, 2 clarinettes, 1 clarinette basse, 2 bassons |
| Cuivres                                                                                      |
| 4 cors, 2 trompettes                                                                         |
| Percussions                                                                                  |
| timbales, xylophone, célesta                                                                 |